# Internationaler Albert-Schweitzer-Preis
Der Internationale Albert-Schweitzer-Preis (Prix International Albert Schweitzer, International Albert Schweitzer Award) wird seit 2011 alle drei Jahre in Königsfeld im Schwarzwald, dem zeitweiligen Wohnort der Eheleute Albert Schweitzer und Helene Bresslau (1923–1933), „für herausragendes humanistisches Engagement im Sinne Albert Schweitzers“ verliehen.
Preisträger sind einzelne oder mehrere natürliche Personen, „die mit ihrem wissenschaftlichen, sozialen, humanitären, gesellschaftspolitischen, musikalischen oder schriftstellerischen Wirken Hervorragendes für den Erhalt oder die Fortentwicklung humanistischen Denkens und Handelns im Sinne Albert Schweitzers geleistet haben bzw. leisten.“
Die Auswahl erfolgt durch ein Gremium aus Mitgliedern der Familie Schweitzer und vierzehn nationalen und internationalen Albert-Schweitzer-Vereinigungen, -Stiftungen, -Gesellschaften und -Institute. Der Preis ist mit 10.000 Euro dotiert. Initiator war der Königsfelder Bürgermeister Fritz Link mit Unterstützung der Sparkasse Schwarzwald-Baar als Stifterin.

## Preisträger
2011
- Eugen Drewermann (Deutschland), „für sein – sich immer wieder explizit auf Albert Schweitzer beziehendes – geistiges Schaffen“[4]
- Raphaela und Rolf Maibach (Ilanz, Schweiz), „für ihren langjährigen Einsatz im und für das Albert Schweitzer Krankenhaus (www.hashaiti.org) in Deschappelle auf Haiti“[4]

2014
- Daniel Roth (Paris, Frankreich), für die „Verbindung der Orgelmusik, des Orgelspielens zur Ethik“ […] und „der inneren Sammlung“ […], „als Vermittler zwischen dem geistigen Gehalt der Musik und [den] Zuhörern“[5]
- Jo und Walter Munz (St. Gallen, Schweiz), ärztlicher Leiter des Spitals Lambaréné in Gabun (1964–1971), „für herausragendes humanistisches Engagement im Sinne Albert Schweitzers“[1]

2017
- Harald Steffahn, Publizist und Schweitzer-Biograph[7]
- Willy Randin, ehemaliger Leiter des Schweitzer-Spitals in Lambarene (1970–1971) und Dokumentarfilmer Schweitzers[7]

## Preiskomitee
Das Preiskomitee setzt sich aus vierzehn nationalen und internationalen Vereinen, Stiftungen und Gesellschaften zusammen:
- Association Internationale pour l’Oeuvre du Docteur Albert Schweitzer de Lambaréné/Internationale Albert-Schweitzer-Vereinigung (AISL), Günsbach/Münster
- Albert-Schweitzer-Haus – Forum für Information und Kommunikation, Königsfeld im Schwarzwald
- Deutscher Hilfsverein für das Albert-Schweitzer-Spital in Lambaréné e. V. (DHV), Frankfurt am Main
- Albert-Schweitzer-Komitee e. V., Weimar
- Association Française des Amis d’Albert Schweitzer (AFAAS), Strasbourg
- Schweizer Hilfsverein für das Albert-Schweitzer-Spital in Lambaréné e. V., Sumiswald
- Nederlands Albert Schweitzer Fonds, Utrecht
- Österreichische Albert Schweitzer Gesellschaft, Wien
- Reverence for Life, London
- The Albert Schweitzer Fellowship, Boston
- Stiftung Albert-Schweitzer-Zentrum, Günsbach-Bern
- Stiftung Deutsches Albert-Schweitzer-Zentrum, Frankfurt am Main
- The Albert-Schweitzer-Institute of Humanities, Quinnipiac-University, USA
- Fondation Internationale de l’Hôpital Albert Schweitzer à Lambaréné (FISL), Gabun